# Friedrich Albert von Zenker
Friedrich Albert von Zenker, född den 13 mars 1825 i Dresden, död den 13 juni 1898 nära Plau i Mecklenburg, var en tysk patologisk anatom. Auktorsnamnet F.Zenker kan användas för Friedrich Albert von Zenker i samband med ett vetenskapligt namn inom botaniken; se Wikipediaartiklar som länkar till auktorsnamnet.
Zenker blev 1855 professor i patologisk anatomi i Dresden och 1862 professor i samma ämne i Erlangen. Han är den egentlige upptäckaren av trikinförgiftningen. Sedan 1865 utgav han, tillsammans med Hugo von Ziemssen, "Deutsches Archiv für klinische Medizin".
Utom den uppseendeväckande avhandlingen Über die Trichinenkrankheit des Menschen (i Virchows "Archiv", 1860) publicerade Zenker bland annat Beiträge zur normalen und pathologischen Anatomie der Lunge (1862), Krankheiten des Cesophagus (i Ziemssens "Handbuch", 1877) samt Über den Cysticercus Racemosus des Gehirns (1882).